# Рей Коупленд
Рей М. Коупленд (англ. Ray M. Copeland; 17 липня 1926, Норфолк, Вірджинія — 18 травня 1984, Сандерленд, Массачусетс) — американський джазовий трубач, флюгельгорніст і композитор.

## Біографія
Народився 17 липня 1926 року в Норфолку (штат Вірджинія). Брав приватні уроки класичної гри на трубі та навчався чотири роки у Вурлітцерівській музичній школі. Зазнав впливу Діззі Гіллеспі. Починав грати у різних бендах в Брукліні. В 1945 році приєднався до Сесіла Скотта, працював у клубі Savoy; з Крісом Коламбусом в клубі Small's Paradise (1946), гастролював з Мерсером Еллінгтоном (1947—48), з гуртом Ела Купера Savoy Sultans (1948—49).
Працював в компанії-виробнику паперу (1950—55), але іноді грав з Енді Кірком, Лакі Мілліндером, Лакі Томпсоном, Саєм Олівером. У середині 1950-х років більш активно почав займатися музикою; грав з Лайонелом Гемптоном, Ренді Вестоном (1957—58), Тіто Пуенте, Оскаром Петтіфордом (1958), Джонні Річардсом, Джиджі Грайсом (1958—59); в оркестрі театру Роксі (1958—61), також очолював власний ансамбль з 14 музикантів. 
Грав з Луї Беллсоном, Перлом Бейлі (1962—64), Еллою Фітцджеральд (1965). Знову приєднався до Вестона в 1966 році, концертував в Каліфорнійському університеті та в Африці в складі державного департаменту в 1967 році. Їздив на гастролі в Європу з Телоніусом Монком (1968), виступав з Меріан Мак-Партленд в Лонг-Айленд (Нью-Йорк), у громадських школах (1968—69); в Марокко з Вестоном (1970), брав участь в європейських гастролях ревю під назвою «Музичне життя Чарлі Паркера» (1974), включаючи Югославію та Румунію.
У 1974 році написав книгу під назвою «The Ray Copeland Method and Approach to the Creative Art of Jazz Improvisation». Ніколи не записувався як лідер. Співавтор (разом з Джонні Річардсоном) саундреку до кінофільму «Поцілуй її на прощання» (1959).
Батько ударника Кейта Коупленда.